# Catecismo romano

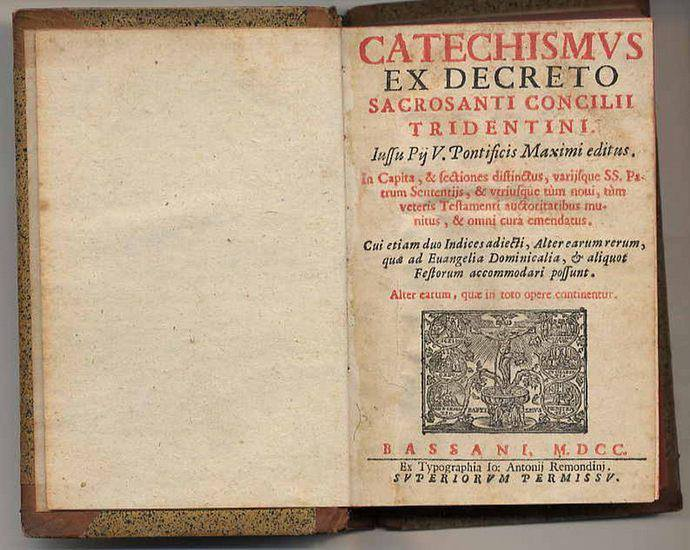
Catecismo del Concilio de Trento

El catecismo romano o más conocido como catecismo del Concilio de Trento (publicado en 1566) fue elaborado para exponer las doctrinas de la Iglesia católica y mejorar la comprensión teológica y filosofíca de los sacerdotes.

## Historia
Durante el siglo XVI fueron vendidos folletos y catecismos de Martin Lutero, Juan Calvino y otros protestantes en áreas controladas por monarcas protestantes quienes determinaban las creencias para su región bajo la frase Cuius regio, eius religio. Los catecismos cristianos católicos fueron publicados por personas individualmente. El jesuita San Pedro Canisio publicó un catecismo en 1555 en alemán y latín muy combativo contra la herejía protestante. El concilio de Trento comisionó por tanto, el primer catecismo Romano, basado en el catecismo de Canisio.
Los obispos del concilio expresaron así la inspiración que tuvieron

para aplicar un remedio saludable al gran y pernicioso mal y pensando que la definición de las principales doctrinas católicas no ha sido suficiente para este propósito, resuelve, entonces publicar un formulario y un método para enseñar las elementos de la fe y para ser usados legítimamente por los pastores y enseñantes
Cat. praef., vii.

Esta resolución fue tomada en la sesión 18 (del 26 de febrero de 1562) por sugerencia de Carlos Borromeo quien deseaba vivamente la reforma del Clero. Pio IV encargó la redacción a cuatro distinguidos teólogos.
- Leonardo Marini, Obispo de Lanciano;
- Muzio Calini, Obispo de Zara;
- Egidio Foscherari, obispo de Modena; y
- Francisco Fureiro, religioso dominicano de Portugal.

Tres cardenales supervisaron el trabajo. El cardenal Carlos Borromeo quien dio cuerpo al trabajo, el Cardenal William Sirletus que dio los toques finales y los cardenales Julius Pogianus y Paulo Manucio, quienes lo tradujeron al latín. Por tanto fue publicado en latín e italiano como Catechismus ex decreto Concilii Tridentini ad parochos Pii V jussu editus, Romae, 1566 (in-folio). La traducción a lengua vernácula para todas las naciones fue ordenada por el concilio en la sesión 24 (Sess. XXIV, "De Ref.", c. vii).
Era el catecismo oficial de toda la Iglesia desde su promulgación en 1566 hasta la publicación en 1992 del Catecismo de la Iglesia católica, que fue entregado a los fieles "para que les sirva como texto de referencia seguro y auténtico para la enseñanza de la doctrina católica". Ya en 1905 fue oficializado también el Catecismo de San Pío X, que tenía la función de resumir el Catecismo Romano, y que, según juzgó en 2003 el entonces cardenal Joseph Ratzinger, podía continuar a ser preferido por algunos y tener su valor mismo después de la esperada publicación, realizada en 2005, del Compendio que cumplió para el Catecismo de la Iglesia Católica la misma función que el Catecismo de San Pío X efectuó para el Catecismo Romano.
Por supuesto, hubo y hay también muchos catecismos oficiales destinados a regiones determinadas. El documento de promulgación del Catecismo de la Iglesia Católica declaró: "Este Catecismo no está destinado a sustituir los catecismos locales aprobados por las autoridades eclesiásticas, los obispos diocesanos o las Conferencias episcopales, sobre todo si han recibido la aprobación de la Sede Apostólica. Está destinado a favorecer y ayudar la redacción de los nuevos catecismos de cada nación, teniendo en cuenta las diversas situaciones y culturas, pero conservando con esmero la unidad de la fe y la fidelidad a la doctrina católica." Ejemplos de tales catecismos anteriores son los de Ripalda, Astete, Mazo y Arcos.
Hoy en día, el Catecismo Romano es conocido por muchos como uno de los símbolos del Catolicismo tradicionalista, pues alegan que los que se publicaron tras el Concilio Vaticano II son heréticos.[cita requerida]

## Contenido
El catecismo está organizado en cuatro partes:
- I. Credo
- II. Los sacramentos
- III. El decálogo
- IV. La oración

El catecismo del año 1992 también siguió esta estructura.